# Auli'i Cravalho
Auli'i Cravalho (/aʊˈliːʔi krəˈvɑːljoʊ/), född 22 november 2000, är en amerikansk skådespelare, sångare och musiker. Hon gjorde sin skådespelardebut 2016 i titelrollen i filmen Moana. 2018 gjorde Cravalho sin TV-debut i rollen Lilette Suarez i NBC:S dramaserie Rise.

## Bakgrund och privatliv
Cravalho föddes i Kohala, Hawaii. När hon gjorde sin debut bodde hon i Mililani, Hawaii med sin mor, Puanani Cravalho och gick första året på Kamehameha Schools' Kapālama campus. Hon hör till Hawaiis ursprungsbefolkning från sin moders sida. I november 2021 sa Cravalho i en intervju med People att hon har börjat studera vid Columbiauniversitetet med miljövetenskap som huvudämne.
Carvalho har berättat att hon identifierar som bisexuell men har aldrig känt nödvändigt att komma ut ur garderoben.

## Filmografi (i urval)

### Film
| År   | Titel                        | Roll                  | Kommentar                             |
| ---- | ---------------------------- | --------------------- | ------------------------------------- |
| 2016 | Moana                        | Moana / Vaiana (röst) | Både i engelsk och hawaiiansk version |
| 2017 | Moana: Gone Fishing          | Moana / Vaiana (röst) | Kortfilm                              |
| 2018 | Röjar-Ralf kraschar internet | Moana / Vaiana (röst) | Cameoroll                             |
| 2024 | Mean Girls                   | Janis Sarkisian       |                                       |
| 2024 | Vaiana 2                     | Moana / Vaiana (röst) |                                       |

### TV
| År   | Titel      | Roll             | Kommentar |
| ---- | ---------- | ---------------- | --------- |
| 2018 | Rise       | Lilette Suarez   | Huvudroll |
| 2019 | Weird City | Rayna Perez      | Gästroll  |
| 2023 | The Power  | Jos Cleary-Lopez | Huvudroll |

## Utmärkelser
| År   | Pris                                          | Kategori                                                                | Nominerat verk | Resultat  | Ref          |
| ---- | --------------------------------------------- | ----------------------------------------------------------------------- | -------------- | --------- | ------------ |
| 2016 | Annie Awards                                  | Enastående prestation, Röst skådespelare i animerad långfilmsproduktion | Moana          | Vann      | [ a ] [ 15 ] |
| 2016 | Alliance of Women Film Journalists            | Bästa animerad kvinna                                                   | Moana          | Vann      | [ b ] [ 16 ] |
| 2016 | Washington D.C. Area Film Critics Association | Bäst röstprestation                                                     | Moana          | Nominerad | [ 17 ]       |
| 2017 | Kids' Choice Awards                           | Favorite Frenemies (med Dwayne Johnson)                                 | Moana          | Nominerad | [ 18 ]       |
| 2017 | Teen Choice Awards                            | Choice Movie: Fantasyskådespelare                                       | Moana          | Nominerad | [ 19 ]       |
| 2017 | Teen Choice Awards                            | Choice Movie: Breakout Star                                             | Moana          | Vann      | [ 20 ]       |